# Internierungslager Staumühle

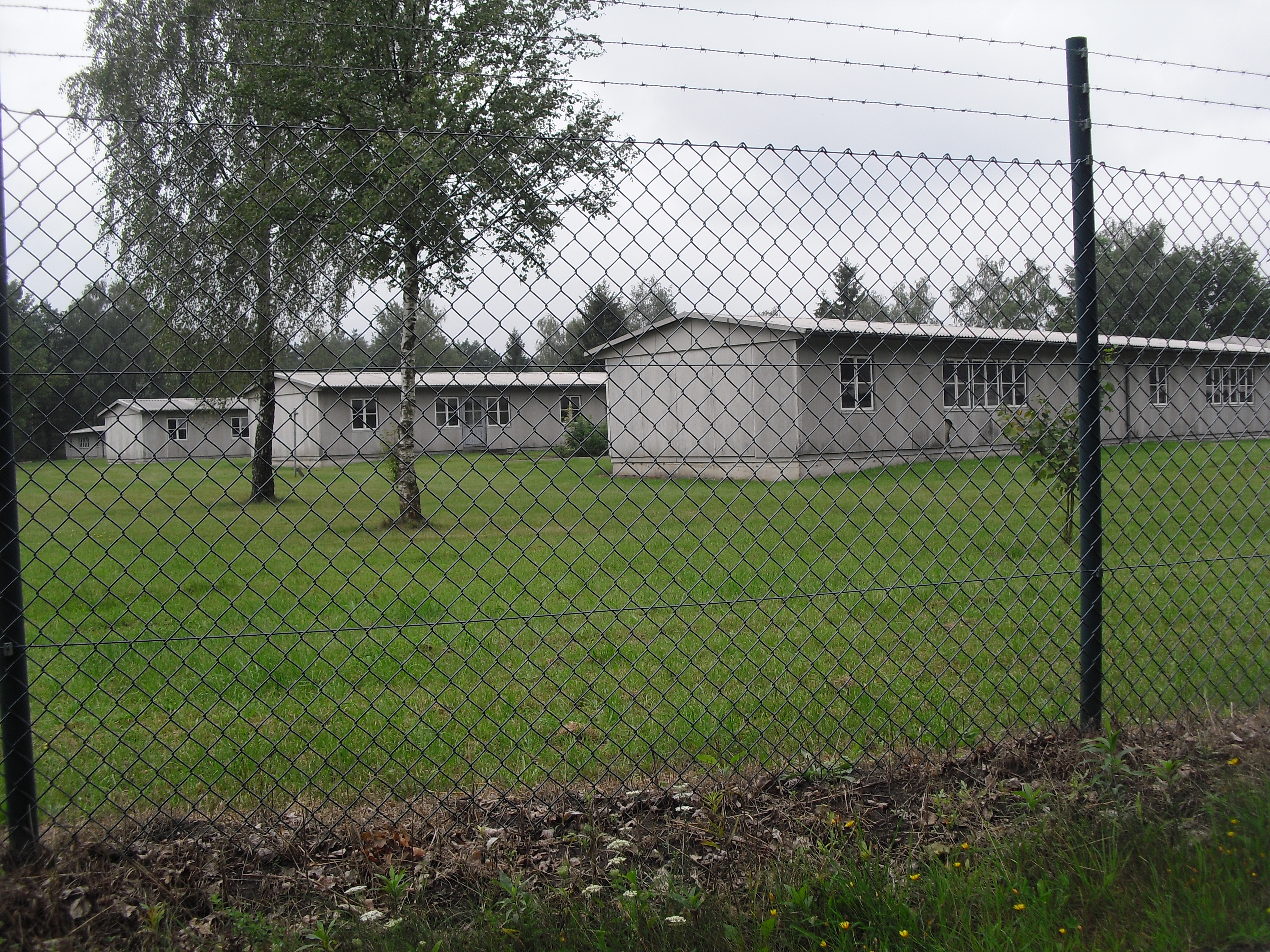
Baracken

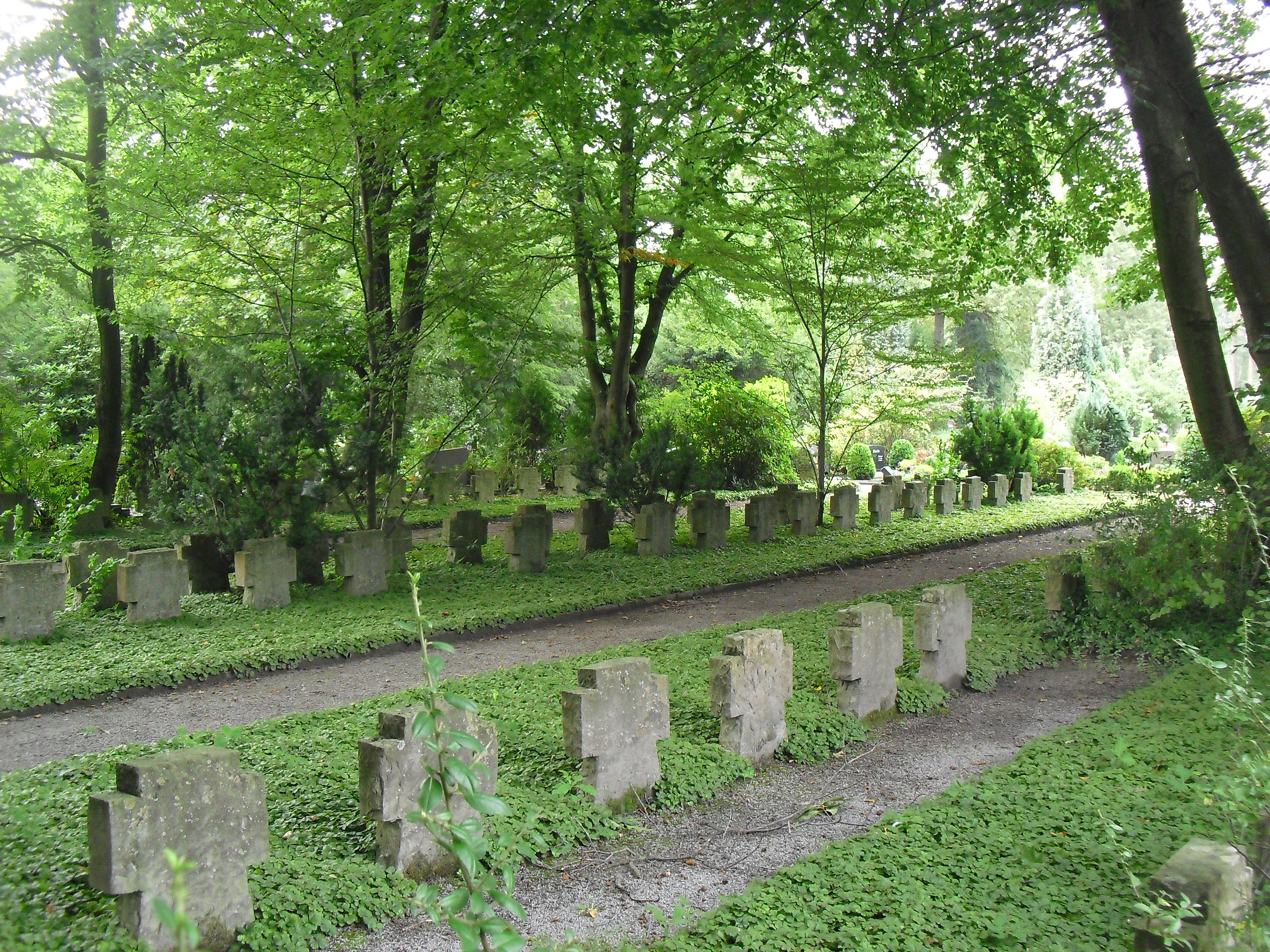
Gräber von Internierten auf dem Friedhof in Hövelhof

Das Internierungslager Staumühle bzw. Internierungslager Hövelhof war ein Internierungslager der Britischen Rheinarmee in der Britischen Besatzungszone für mutmaßliche Kriegsverbrecher, Funktionäre der NSDAP und staatliche Funktionsträger in Staumühle in der Senne bei Hövelhof. Es bestand von Juli 1945 bis Juli 1948.
Für das Internierungslager wurden das Gelände und die Einrichtungen eines ehemaligen Kriegsgefangenenlagers genutzt, das zuvor als Garnison der Waffen-SS gedient hatte. Für eine kurze Übergangszeit waren nach dem Krieg Displaced Persons in dem Lager untergebracht.
Das Lager wurde als Civil Internment Camp No. 5 bezeichnet. In dem Lager waren bis zu 10.289 Männer und Frauen inhaftiert. Gemessen an der Zahl der Internierten war es – nach dem Internierungslager Gadeland (Civil Internment Camp No. 1) – das zweitgrößte Internierungslager in der britischen Besatzungszone. Das ab 1946 örtlich zuständige Spruchgericht wurde im Sommer 1947 in Hiddesen bei Detmold eingerichtet.
In dem Lager beging der SS-Standortarzt in Auschwitz, Eduard Wirths, Suizid, nachdem er erfahren hatte, dass die Briten ihn gemäß dem Londoner Statut an Polen ausliefern wollten.
Das Lager war in fünf Teillager unterteilt und umfasste auch ein Lagerhospital. Im Frühjahr 1946 wurde innerhalb des Lagers ein Sonderlager für mutmaßliche Kriegsverbrecher umzäunt. Hier wurden 370 hohe NS-Funktionäre und Personen untergebracht, die vom Nürnberger Militärtribunal angefordert worden waren, unter ihnen Alfried Krupp von Bohlen und Halbach.
Heute befindet sich auf dem Gelände die Justizvollzugsanstalt Hövelhof.